# 쓰키요노정
쓰키요노정(일본어: 月夜野町)은 일본 군마현 도네군에 설치되었던 정이다. 현재의 미나카미정에 해당한다.